# Karolinsko otočje
Karolinsko otočje je skupina majhnih atolov v zahodnem Tihem oceanu, severozahodno od Nove Gvineje. Politično so razdeljena med federativne države Mikronezije in Palaue. Otokom so dolgo časa vladali Španci, ker so spadali pod upravo Filipinov so otočji pravili kar Novi Filipini.